# Revolta do Terço Velho
A Revolta do Terço Velho foi um motim de soldados na cidade de São Salvador da Bahia em outubro de 1688. O motim ocorreu devido aos constantes atrasos dos pagamentos de soldos, das rações básicas e dos fardamentos dos soldados. O motim durou 3 dias de violência, com saqueamento de mercadorias nas estradas, onde mais de 20 pessoas morreram nos conflitos.

## Contexto
A situação econômica se agravava, pois, a principal fonte de renda, o açúcar, estava com os seus preços sendo reduzidos no mercado internacional gradativamente. A cidade de Salvador também se encontrava em meio a uma epidemia de febre amarela. A Câmara Municipal era a responsável pelo pagamento de soldos, rações básicas de farinha de mandioca, e pelo fardamento dos soldados. Ela repassava essa função para contratadores que recolhiam tributos, na qual frequentemente atrasavam os pagamentos e o repasse de fardas e rações.
Os soldados, cansados dessa situação, e se aproveitando da situação de moléstia grave que o governador Matias da Cunha sofria, iniciaram um motim. Armados, ocuparam o Campo do Desterro e ameaçaram saquear a cidade, principalmente as casas dos oficiais da Câmara, demandando receber o pagamento atrasado no prazo de um dia.

## Desfecho
Os soldados e a Câmara negociaram, onde resultou no pagamento dos soldos atrasados e a concessão de perdão assinado para os amotinados.
Dois anos após o ocorrido, o Duque de Cadaval escreveria um parecer sobre o motim ao rei, na qual demonstra a sua insatisfação pela não punição dos envolvidos. Argumenta que a benevolência da impunidade aos líderes do motim iriam acarretar ao incentivo da ocorrência de outras sedições e revoltas.
Entretanto, o perdão assinado não seria respeitado pelo novo governador Antônio Luís Gonçalves da Câmara Coutinho, que castigou os envolvidos.